# Takuma Suzuki
Takuma Suzuki (jap. 鈴木 琢磨 Suzuki Takuma; ur. 7 grudnia 1961 w Tokio) – japoński seiyū związany z agencją 81 Produce.

## Wybrane role głosowe
- Digimon Adventure – Vademon
- InuYasha – Tsukuyomaru
- MegaMan NT Warrior –
  - Seiji Hikawa,
  - Sharkman
- Naruto – Dan Katō
- Naruto Shippūden –
  - Tofu,
  - Dan Katō
- One Piece –
  - Hockera,
  - Minchey
- One-Punch Man – Fukegao
- Pokémon – Hirata
- X – rybak
- Kiseijū –
  - Mamoru Uda,
  - Hirama
- Hunter × Hunter – różne głosy